# Kei Orihara
Pour l’article homonyme, voir Kei.
Kei Orihara (折原 恵, Orihara Kei, née en 1948) est une photographe japonaise dont le travail représente les États-Unis. 
Elle est également auteure d'albums photos pour les enfants.

## Biographie
Orihara naît en 1948 à Shimonoseki dans la préfecture de Yamaguchi. Elle étudie à la faculté de lettres de l'université Chūō à Tokyo et s'intéresse à la photographie grâce à un club de photographes. Après ses études, elle travaille pendant un certain temps dans l'édition avant de s'installer comme photographe indépendante en 1977 en se concentrant sur le travail en magazines pour lesquels les tâches de routine comprennent des photos de personnes interrogées pour les magazines et des portraits de poètes pour le magazine Gendai-shi techō (現代詩手帖).
Orihara organise sa première exposition solo, Soul South, en 1977. Un de ses premiers projets est consacré aux personnes assises dans les trains de Tokyo. De 1979 à 1981 elle vit à New York, où elle se lie d'amitié avec un modèle nommée Jana. Les photographies de la vie quotidienne de Jana sont exposées au Japon en 1982, puis adaptées dans l'édition japonaise de Playboy et en livre (Jana: The New York Girl) publié en 1984. Ce travail est notable à la fois pour le portrait d'une femme par une femme et pour la libre discussion d'Orihara relativement à ses perceptions des différences et des similitudes entre son modèle et elle-même.
En 1984 Orihara est remarquée pour son succès dans les portraits d'intérieur avec lumière naturelle et ambiante, elle évite les éclairages artificiels.
Diverses expositions suivent tandis qu'elle se consacre essentiellement à la photographie de portrait pour des magazines, par exemple accompagnant une série écrite par Eimi Yamada dans Men's Non-no. En 2000 elle réside à Tokyo. 
En 1999 Orihara publie photo Love, livre illustré sur sa vie en tant que photographe. Il paraît à une époque où se produit une certaine effervescence de la photographie chez les jeunes mais Orihara observe que les préoccupations de bon nombre de ces jeunes photographes sont d'ordre privé et elle espère encourager les gens à voir la photographie comme un outil avec lequel ils peuvent se rapporter à d'autres personnes et à la société.
En continuité de l'intérêt que porte Orihara aux personnes qui semblent à première vue différentes d'elle, elle s'engage dans un projet sur la troisième génération de jeunes Coréens au Japon et les fidèles d'une église catholique située à Sotome dans la préfecture de Nagasaki,.
Orihara se tourne vers les paysages urbains et photographie les villes portuaires de Kobe, Kita-Kyūshū et Hakodate ainsi que les châteaux d'eau posés sur les toits de la ville de New York (en particulier ceux dont la forme traditionnelle est en tonneau); ces derniers paraissent à la fois pour les adultes intéressés par la photographie ainsi qu'en album photo pour enfants.
De 2004 jusqu'à 2010, Orihara vit à Athens en Géorgie puis elle s'installe à New York. À partir de juillet 2011, elle tient un photoblog de scènes dans et près de Sunnyside dans le Queens.

## Expositions
- Soul South. 1977[1].
- Jana (ジャナ?). Minolta Photo Space, Tokyo, juillet 1982[9].
- Gogo no jōkyaku (午後の乗客?). 1984[1].
- Homeless Town. 1989[1].
- Fukkatsu no mura (復活の村?). Salon Nikon de Ginza, novembre-décembre 1993[10].
- Water Towers. Konica Plaza, Tokyo, novembre 2002[11].
- Nyūyōku: Kyūsuitō no aru fūkei (ニューヨーク／給水塔のある風景?) / Water Towers New York. Echigawamachi Bintemari no kan (Echigawa, Shiga), octobre-novembre 2003[12],[13].
- Water Towers New York. Kyōmachi Gallery Yamada (Kyoto), janvier-février 2004[14].

## Collections
Onze photographies d'Orihara de la série Jana et sept de la série Gogo no jōkyaku (午後の乗客), « Passagers de l'après-midi ») se trouvent dans la collection du musée métropolitain de photographie de Tokyo.

## Ouvrages

### Albums d'Orihara
- (ja) Jana: The New York girl (ジャナ The New York girl?). Tokyo : Shueisha, 1983.  (ISBN 4087724573). Album photo, avec des essais, au sujet d'une fille à New York, Atlanta et Half Moon Bay.
- (ja) Tai: Mana to midori no taichi (タイ マナと緑の大地?). Sekai no kodomo-tachi, 24. Tokyo : Kaisei-sha, 1988.

Livre pour jeunes lecteurs sur les enfants en Thaïlande..
- - (en) Thailand. Children of the World. Texte de David K. Wright et MaryLee Knowlton. Milwaukee : Stevens, 1988.  (ISBN 1555322239). Version en anglais du précédent.
  - (ko) T'ai: Menam e hŭrŭnŭn Mana ŭi kkum. Segye ŭi ŏrini 24. Séoul : Ungjin Ch'ulp'an Chusik Hoesa, 1991. Version en coréen du précédent.
- (ja) Foto rabu (フォト ラブ?) / Photo Love. Tokyo : Gentōsha, 1999.  (ISBN 4877282742). Recueil d'essais sur la vie et la carrière dans la photographie.
- (ja) Me ni shōgai no aru ko to issho ni (目に障害のある子といっしょに?). Baria-furī no hon, 1. Texte de Tsuneyuki Takeuchi (竹内恒之?). Tokyo : Kaisei-sha, 2000.  (ISBN 978-4-03-543210-4). Livre pour jeunes lecteurs sur les aveugles.
- (ja) Shōgai no aru hito e no borantia katsudō (障害のある人へのボランティア活動?). Baria-furī no hon, 9. Texte de Toshiyuki Takizawa (瀧澤利行?). Tokyo : Kaisei-sha, 2000.  (ISBN 978-4-03-543290-6). Livre pour jeunes lecteurs consacré au travail bénévole pour les personnes handicapées
- (ja) "Shōgai"-tte nan darō? (「障害」ってなんだろう??). Baria-furī no hon, 10. Texte de Masako Fujita (藤田雅子?) et Eishi Yukumi (湯汲英史?); photographies de Kei Orihara et autres. Tokyo : Kaisei-sha, 2000.  (ISBN 978-4-03-543300-2). Livre pour jeunes lecteurs sur les handicaps.
- Okujō no tongari bōshi (屋上のとんがり帽子?) / Water Tanks in New York. Numéro de septembre 2002 du magazine (ja) Gekkan Takusan no fushigi (月刊たくさんのふしぎ?). Tokyo : Fukuinkan Shoten, 2002. Réimprimé dans la série Takusan no fushigi kessakushū. Tokyo : Fukuinkan Shoten, 2008.  (ISBN 978-4-8340-2300-8). Photographies et texte d'Orihara. Pour jeunes lecteurs. À propos des châteaux d'eau sur les toits de la ville de New York[n 2].

### Autres albums avec des photos d'Orihara
- Joel Sackett, ed. Ten on Tokyo: An Exhibition of Leading Japanese Photographers. Los Angeles: Perpetua Press, 1988.